# سیارک ۱۳۹۹۱
سیارک ۱۳۹۹۱ (به انگلیسی: 13991 Kenphillips، نامگذاری:1993FZ6) سیزده هزار و نهصد و نود و یکمین سیارک کشف شده‌است که در ۱۷ مارس ۱۹۹۳ کشف شد.
قدر مطلق سیارک برابر ۱۴٫۵۰ است.